# From Prada to Nada
From Prada to Nada (übersetzt: von Prada zu Nichts) ist eine US-amerikanische Liebeskomödie von Angel Gracia aus dem Jahr 2011. Die Handlung ist eine Latino-Version von Jane Austens Roman Verstand und Gefühl, in der zwei verzogene, nach dem plötzlichen Tod ihres Vaters mittellose Schwestern gezwungen sind, zu ihrer Tante nach Los Angeles zu ziehen.
Der Film startete in einigen Kinos in den USA am 28. Januar 2011 und spielte dort 3 Millionen US-Dollar ein. Damit erfüllte der Film die Erwartungen des Filmverleihs Pantelion Films. In Deutschland kam der Film nicht in die Kinos, ist allerdings als DVD und Blu-ray erhältlich.

## Handlung
Die Schwestern Mary und Nora genießen ein Leben in Reichtum und Überfluss. Als die beiden am Geburtstag ihres Vaters in seinem Haus in Casa Bonita feiern und mit ihm tanzen, stürzt ihr Vater und stirbt.
Bei der Beerdigung treffen sie auf ihren Halbbruder Gabe Dominguez, der durch eine Liebesaffäre ihres Vaters entstanden ist. Bei der Verlesung des Testaments stellen die beiden fest, dass ihr Vater bankrott war, und sie somit nicht nur keine teuren Einkaufstouren mehr machen können, sondern auch das Haus verkaufen müssen. Nora und Mary verkaufen das Haus an Gabe, der dort mit seiner Frau Olivia einzieht, sie jedoch weiterhin in dem Haus wohnen lässt. Als Olivias Bruder Edward zu Besuch kommt, erklärt Olivia den beiden Schwestern, dass sie sich nun doch eine eigene Bleibe suchen müssen und gibt ihnen eine alte Box von ihrem Vater.
Da die beiden sich keine eigene Wohnung leisten können, ziehen sie in den Osten von Los Angeles zu ihrer Tante Aurelia, wo sie deren Nachbarn Bruno kennenlernen. Um Geld zu verdienen, beschließt Nora, ihr Jura-Studium abzubrechen und sich eine Arbeit zu suchen, damit Mary ihren College-Abschluss machen kann. Bei Noras neuem Anwalts-Job trifft sie auf Edward, mit dem sie eine Putzfrauen-Gemeinschaft vertritt und vor Gericht gewinnt. Mary geht derweil weiter aufs College, wo sie Rodrigo kennenlernt und sich gut mit ihm versteht. Nachdem Nora ein bisschen Geld angespart hat, kündigt sie ihren Job bei Edward und macht ihr eigenes Büro auf.
Als Nora Mary dabei beobachtet, wie sie morgens von Rodrigo bei ihrer Tante abgesetzt wird, nachdem die beiden die Nacht miteinander verbracht haben, stellt Nora sie zur Rede, und fragt sie, ob sie wirklich etwas für Rodrigo empfindet. Mary verneint und Nora erzählt, dass sie nur mit ihm zusammen ist, weil sie durch ihn wieder die Chance hat, in ihr altes Leben zurückzukehren. Weil Nora sie daraufhin als Schlampe bezeichnet, entbrennt ein Streit zwischen den beiden, der dazu führt, dass die beiden aus dem Weg gehen.
Als Mary Rodriges mit einer anderen Frau auf einer Party sieht, stellt sie ihn zur Rede, und er offenbart ihr, dass er verheiratet ist. Mit gebrochenem Herzen verlässt Mary die Party und erleidet auf dem Weg nach Hause einen Autounfall. Als sie nach einiger Zeit aus dem Krankenhaus entlassen wird, merkt sie, dass sie Gefühle für Bruno hat und besucht ihn in ihrem Rollstuhl. Als sie ihn im Garten trifft, wo er Kindern das Malen beibringt, küssen die beiden sich leidenschaftlich. Nora spricht sich derweil mit Edward aus und gesteht ihm, dass sie etwas für ihn empfindet. Der Film endet damit, dass die Familie und Freunde Noras und Edwards Hochzeit feiern.

## Filmmusik
Die Filmmusik umfasst insgesamt 32 Titel. Die musikalische Bandbreite reicht von California Gurls, Snoop Dogg und Katy Perry bis zum Divertimento No. 17 von Wolfgang Amadeus Mozart.

## Rezeption
Der Film erhielt eher negative Kritiken. Bei Rotten Tomatoes waren nur 21 % der Kritiken positiv bei insgesamt 19 Kritiken. Die durchschnittliche Bewertung ist 4,2/10. Bei Metacritic erhielt der Film eine Bewertung von 39 von 100 Punkten, basierend auf 10 Kritiken (Stand: 2014).
The Hollywood Reporter meinte, From Prada to Nada halte einem Vergleich mit Clueless – Was sonst! nicht stand, und biete allenfalls „Sitcom-artige, schablonehafte Charaktere und Situationen“ (original: “As modern updates of classic Jane Austen novels go, From Prada to Nada is no ‘Clueless’. Pretty much expending its quotient of wit on its title, this Latin-themed adaptation of Sense and Sensibility features sitcom-style stock characters and situations.”) Die Los Angeles Times schrieb, der Film habe mehr Gemeinsamkeiten mit einem „zusammengeschusterten Fernsehfilm als mit einem Konversationsstück“ (original: “The regrettably titled ‘From Prada to Nada’ has more in common with a slapped-together TV movie than a timeless comedy of manners.”)

## Auszeichnungen
Alexa Vega gewann bei den 12. ALMA Awards den Preis für die beliebteste Filmschauspielerin im Bereich Comedy/Musical. Der Film wurde auch als Bester Film nominiert, gewann jedoch nicht.
Bei den Imagen Awards wurden Wilmer Valderrama und Adriana Barraza als beste Schauspieler nominiert; Adriana Barraza gewann den Preis.